# Centylion
Centylion– liczba 10600 (jedynka i 600 zer w zapisie dziesiętnym). W krajach stosujących tzw. krótką skalę (głównie kraje anglojęzyczne) centylion oznacza 10303. W układzie SI mnożnikowi 10600 nie odpowiada żaden przedrostek jednostki miary.